# Cosa resterà degli anni '80
Cosa resterà degli anni '80 è una canzone di Raf scritta assieme a Giancarlo Bigazzi e Giuseppe Dati. In seguito il brano viene incluso nell'album Cosa resterà....

## Storia
Presentato per la prima volta in gara al Festival di Sanremo 1989, il brano si classifica soltanto quindicesimo. Tuttavia viene ripagato da un ottimo successo commerciale, riuscendo ad arrivare fino alla sesta posizione dei singoli più venduti in Italia.

## Il videoclip
Nel videoclip, sulle note di questa canzone, scorrono i titoli di coda degli anni ottanta, mentre gli studenti cinesi sono in piazza Tiananmen e mentre a Berlino avviene la caduta del Muro.
Dal testo si ha l'impressione che certi momenti (Gli anni come i giorni son volati via...), vissuti intensamente, abbiano fatto scorrere il tempo velocemente senza che ci si rendesse conto. Il periodo della scuola (Anni sui libri di scuola...) , i mutamenti politici, (Ronald Reagan e Michail Gorbačëv), porta l'autore a domandarsi che cosa rimarrà di questo decennio, a livello sociale e personale. Anche la percezione, per chi li ha vissuti, che quegli anni siano molto più lontani della realtà  (Sembran già gli anni ottanta per noi quasi ottanta anni fa...).

## Tracce
Lato A
1. Cosa resterà degli anni '80 (Giancarlo Bigazzi, Raf, Giuseppe Dati)

Lato B
1. Sabbia nei bar (Giancarlo Bigazzi, Raf)